# Prvenstvo Kraljevine SHS u vaterpolu 1926.
Vaterpolsko prvenstvo Kraljevine SHS za 1926. godinu je drugi put zaredom osvojio Jug iz Dubrovnika.

## Završnica prvenstva
Završnica vaterpolskog prvenstva Kraljevine Srba Hrvata i Slovenaca je održana 7. i 8. kolovoza 1926. u Dubrovniku u sklopu državnog prvenstva u plivanju i vaterpolu.

## Rezultati
| datum         | klub1     | klub2     | rez.    | napomene                                      |
| I. krug       | I. krug   | I. krug   | I. krug | I. krug                                       |
| ------------- | --------- | --------- | ------- | --------------------------------------------- |
| 7.8.          | Viktorija | KSU       | 5:0     |                                               |
| 7.8.          | GOŠK      | SSU       | 3:2     |                                               |
| 7.8.          | Jug       | Građanski | 6:0     |                                               |
|               |           |           |         |                                               |
| poluzavršnica |           |           |         |                                               |
| 8.8.          | Jug       | Viktorija | 3:0 pff | Viktorija odustala                            |
| 8.8.          | Brđanin   | KSU       | 3:1     | prijateljska utakmica umjesto Jug - Viktorija |
|               | GOŠK      |           |         | slobodni                                      |
|               |           |           |         |                                               |
| za prvaka     |           |           |         |                                               |
| 8.8.          | Jug       | GOŠK      | 5:0     |                                               |

## Poredak
1. Jug Dubrovnik
2. GOŠK Gruž  ↓1
3. Viktorija Sušak  ↓2
4. Somborsko sportsko udruženje (SSU)
5. Karlovačko sportsko udruženje (KSU)
6. Građanski Dubrovnik
  - Brđanin Beograd  ↓3

 ↑1  Gruž danas dio Dubrovnika 

↑2  Sušak danas dio Rijeke 

↑3  Brđanin nastupao van konkurencije 

## Poveznice
- Jugoslavenska vaterpolska prvenstva